# Kunya
Die Kunya (arabisch كنية) ist neben dem Ism (eigentlicher Name), dem Nasab und der Nisba einer der vier wesentlichen Bestandteile des arabischen Personennamens. Sie weist den Namensträger als „Vater des Soundso“ (Abū ...) bzw. die Namensträgerin als „Mutter des Soundso“ (Umm ...) aus und ist somit ein typisches Teknonym. In der Anordnung der Namensbestandteile erscheint die Kunya üblicherweise an erster Stelle, deswegen hat Gottfried Kosegarten den Begriff als „Vorname“ übersetzt.
Ursprünglich richtete sich die Kunya nach dem Namen des ältesten Sohns, so hatte der Kalif Umar ibn al-Chattab nach seinem Sohn ʿAbdallāh die Kunya Abū ʿAbdallāh, und der Prophet Mohammed wurde nach seinem ersten Sohn al-Qāsim Abū al-Qāsim genannt. Aus den ersten Generationen sind allerdings auch einige Männer bekannt, deren Kunya sich auf einen weiblichen Namen bezieht. An die Stelle des Sohnesnamens konnte auch ein Nomen treten, das ein besonderes Attribut des Namensträgers hervorhob (z. B. Abū Schāma „der mit dem Muttermal“ oder Abū Huraira, „der mit dem Kätzchen“). Später wurde die Kunya häufig dazu verwendet, um Wünsche für den Namensträger auszusprechen oder Segen über ihn zu bringen. Ein Beispiel hierfür ist die Kunya Abū l-Faradsch („Vater der Freude“), die zum Beispiel der bekannte arabische Historiograph Abū l-Faradsch al-Isfahānī trug.
Bei einigen Personen war die Kunya-Bezeichnung so bedeutend, dass sie den Ism-Namen in den Hintergrund drängte und in Vergessenheit geraten ließ. Bekannte Beispiele hierfür waren Abū Tālib ibn ʿAbd al-Muttalib, Abū Lahab sowie die Prophetengefährtin Umm Sulaim, bei der man nicht wusste, ob ihr eigentlicher Name Rumaisāʾ, Ghumaisāʾ, Rumaitha, Rumaila, Sahla oder Anīfa war.
Der Hintergrund für die Entstehung der Kunya-Bezeichnung ist nicht ganz klar. Vermutet wird, dass das bei primitiven Völkern verbreitete Namenstabu hierbei eine Rolle gespielt hat. Die Kunya wäre demzufolge ein Mittel, um die Verwendung des eigentlichen Namens (ism) bei einer Person zu vermeiden. Hierauf deutet auch das arabische Wort kunya selbst hin, das von der gleichen Wurzel abgeleitet ist wie kināya („Anspielung, indirekter Ausdruck“).
Die Anrede einer Person mit der Kunya galt immer als eine Ehrenbezeigung, so wie es umgekehrt für unfein gehalten wurde, die Kunya zu verwenden, wenn man von der eigenen Person sprach. Als Ehrenbezeichnung war die Kunya anfangs „reinen“ Arabern vorbehalten, erst ab der Abbasidenzeit durften auch Nichtmuslime, die zu Mawālī arabischer Stämme geworden waren, sie tragen. Manche Personen hatten zwei Kunyas, eine für den Krieg und eine für den Frieden.
Später wurden Kunya-Bezeichnungen in eigenen Wörterbüchern zusammengestellt. Ein Beispiel ist das Kitāb al-Kunā („Buch der Kunya-Bezeichnungen“) von Muslim ibn al-Haddschādsch. Manche Kunyas waren so populär, dass sie sich zu einem Ism-Namen entwickelten. Das bekannteste Beispiel ist der Ism Abū Bakr, der sich von der Kunya des ersten Kalifen Abu Bakr ableitet, dessen eigentlicher Ism ʿAbdallāh war. Andere Kunya-Bezeichnungen haben theologische Diskussionen hervorgerufen wie Abū ʿĪsā („Vater von Jesus“), da wie nach christlicher Lehre auch nach islamischer Auffassung Jesus keinen menschlichen Vater hat. Einigen Trägern dieser Kunya wurde nachträglich die Kunya in Abū ʿAbdallāh abgeändert. Noch größere Probleme rief Mohammeds Kunya Abū l-Qāsim hervor, da es ein Prophetenwort gab, das besagt: „Verwendet meinen Ism-Namen, nicht, aber meine Kunya“ (sammū bi-smī wa-lā tukannū bi-kunyatī). Da Abū l-Qāsim eine sehr beliebte Kunya war, hat man den Hadith meist in der Weise an die Realität angepasst, dass man daraus nur das Verbot der Kombination der Kunya Abū l-Qāsim und des Ism Muhammad bei einer Person ableitete.
Zudem werden viele Tiere, Pflanzen, Orte und Lebensmittel mit einer Kunya bezeichnet. Ein Beispiel für ein Kunya-Toponym ist die Bezeichnung Abū Qubais für den Hausberg von Mekka.
Im modernen arabischen Sprachgebrauch hat der Begriff kunya insofern einen Bedeutungswandel erfahren, als er zur allgemeinen Bezeichnung für einen Familiennamen geworden ist.